# Black Entertainment Television
Black Entertainment Television (BET) es un canal de televisión por suscripción estadounidense, parte de BET Media Group, perteneciente a Paramount Skydance Corporation, mediante su filial Paramount Media Networks. Anteriormente, poseía su sede central en Washington D. C.. Es el canal de televisión más prominente orientado al público joven de raza negra en Estados Unidos y es el proveedor líder de contenidos culturales y de entretenimiento para afroamericanos. El canal fue creado el 25 de enero de 1980 por Robert L. Johnson. La mayoría de la programación del canal comprende videos musicales de rap y R&B, además de películas y series de orientación urbana.
En febrero de 2015, aproximadamente 88 255 000 hogares en Estados Unidos (75,8% de los hogares con televisión) recibían el canal. BET ha sido el objeto de críticas y protestas por emitir videos y programas acusados de promover la inmoralidad y los estereotipos.

## Historia
Después de renunciar su trabajo como un cabildero para la industria de cable, Robert L. Johnson, un nativo de Freeport, Illinois, decidió lanzar su propio canal de televisión por cable. Johnson pronto adquiriría un préstamo para $15,000, y obtuvo una inversión por $500,000 de John Malone para empezar el canal. BET comenzó sus emisiones el 25 de enero de 1980, como un bloque de programación en Madison Square Garden Sports Network (posteriormente USA Network). Desde el 1 de julio de 1983, es un canal independiente. La alineación del canal originalmente constaba de videos musicales y reposiciones de comedias para los negros.
Sus transmisiones comenzaron con una gran variedad de programación, incluyendo comedias, musicales, asuntos públicos, y noticieros; ejemplos incluyeron ComicView, Video Soul with Donnie Simpson, Video Vibrations, Softones, Unreal/Planet Groove/Caribbean Rhythms, Jam Zone/Cita's World; Teen Summit; y BET News with Ed Gordon, Lead Story, BET Tonight with Tavis Smiley, y BET Nightly News. En 2000, BET comenzó a ser fuertemente enfocado en la música y cortó completamente su división de noticias.
Su programa de música urbana 106 & Park debutó entonces. Grabado ante una audiencia en vivo, los presentadores hacían una cuenta regresiva de los mejores videos pedidos por los espectadores, invitando a artistas de rap y R&B para promover su música. Además, el canal muestra series de televisión sindicadas, programas originales, y unos programas de asuntos públicos. Los domingos por la mañana, BET emite una alineación de programas cristianos de producción propia, así como música góspel; otros programas cristianos sin afiliación al canal se emitieron diariamente durante las horas tempranas de la mañana. 
BET estrenó un programa de noticias, BET News, en 1988, con Ed Gordon como el presentador. Gordon posteriormente presentaría otros programas y especiales en BET, como Black Men Speak Out: The Aftermath, relacionado con los disturbios de Los Ángeles de 1992, así como un programa recurrente de entrevistas, Conversations with Ed Gordon. En 1996, el talk show BET Tonight debutó con Tavis Smiley como su presentador; en 2001, Ed Gordon reemplazó a Tavis Smiley. En 2002, como parte de una reorganización centrándose en producciones de entretenimiento, BET cortó su personal de noticias y canceló BET Tonight, junto con los otros programas de asuntos públicos con presentación de Gordon, Lead Story y Teen Summit. Desde 2001 hasta el 29 de julio de 2005, BET tuvo un programa nocturna de noticias llamado BET Nightly News, presentado por Michelle Miller y Jacque Reid.
En 1991, el canal se convirtió en la primera compañía controlada por negros en ser introducido a la Bolsa de Nueva York. En 2003 fue adquirido por el conglomerado de comunicación Viacom por $3,000,000,000. En 2005, Johnson se retiró del canal, entregando sus títulos como presidente y director ejecutivo a Debra L. Lee, anteriormente la vicepresidenta.
Tras la muerte de la líder de derechos civiles Coretta Scott King en 2006, BET emitió su programación regularmente fijada de videos musicales en lugar de cubrir el funeral de King en vivo como otros canales incluyendo CNN, Fox News Channel, MSNBC, etc. El sitio web de BET transmitió el funeral en vivo, pero BET transmitió informes grabados de 60 segundos periódicamente desde el funeral, con el reportaje del correspondiente sénior de noticias Andre Showell. Michael Lewellen, el vicepresidente sénior para comunicaciones corporativas, defendió la decisión: "Pesamos una serie de opciones diferentes. Al final, optó ofrecer un tipo diferente de experiencia para los espectadores de BET." Lewellen también dijo que BET recibió alrededor de dos docenas de llamadas telefónicas y un puñado de mensajes de correo electrónico por su falta de demostrar el funeral de King en vivo. En la tarde del día del funeral de King (el 7 de febrero de 2006), BET emitió un tributo especial, Coretta Scott King: Married to the Mission, y lo repitió el siguiente domingo, el 12 de febrero. Showell presentó un programa que contó con los aspectos más destacados del funeral, Coretta Scott King: Celebrating Her Spirit, emitido el mismo día. En su convención en 2007, la National Association of Black Journalists otorgó a BET su "Thumbs Down Award" por su falta de transmitir el funeral de King en vivo.
En 2007, el canal expandió en otros canales de cable digital relacionados consigo mismo: Centric, BET Hip-Hop, y BET Gospel. BET también lanzó un lote de programación original, incluyendo los programas de telerrealidad Baldwin Hills y Hell Date, el programa de competición Sunday Best, y el programa de discusión Hip Hop vs. America. El presidente de entretenimiento de BET, Reginald Hudlin, renunció su posición el 11 de septiembre de 2008, y fue reemplazado por Stephen Hill, quien es también el vicepresidente ejecutivo de programación y talento músico.
The New York Times informó que el reverendo Delman L. Coates y su organización Enough is Enough condujeron protestas cada fin de semana fuera de las residencias de los ejecutivos de BET contra lo que afirman son estereotipos negativos de los negros perpetuados por los videos musicales de BET. Enough is Enough apoyó un informe de abril de 2008 titulado The Rap on Rap, por el Parents Television Council, que reclamó que la programación de rap de BET, que se creía contener contenido gratuitamente sexual, violento, y profano, estaba apuntando a niños y adolescentes.
BET anunció en marzo de 2010 que Gordon regresaría al canal para presentar "un variedad de programas informativos y especiales."
En marzo de 2017, el presidente de programación Stephen Hill y el vicepresidente ejecutivo de programación original, Zola Mashariki, dimitieron. Connie Orlando, vicepresidenta sénior de Especiales, Programación Musical y Noticias fue nombrada presidenta interina de programación.
En julio de 2017, Viacom firmó nuevos acuerdos de desarrollo de cine y televisión con Tyler Perry luego de la expiración de su pacto existente con Discovery Inc. en 2019. Como parte de este acuerdo, Perry produciría The Oval y Sistas para BET y sería copropietario con la cadena del servicio de transmisión por streaming recientemente lanzado, BET+.

## Críticas
El rapero Chuck D de Public Enemy, el periodista George E. Curry, el escritor Keith Boykin, el cineasta Spike Lee, el profesor Boyce Watkins de la Universidad de Siracusa, y el dibujante Aaron McGruder han hecho sus propias protestas sobre la programación y las acciones de BET. Como un resultado, BET fuertemente censura contenido sugestivo de los videos que emite, frecuentemente con versos y escenas de ciertos videos de rap eliminados enteramente. Además, académicos dentro de la comunidad de afroamericanos sostienen que BET perpetúa y justifica el racismo afectando las creencias interpersonales que otras personas pueden generalizar sobre los afroamericanos, así como la psique de sus espectadores jóvenes.

## Canales hermanos
BET ha lanzado varias cadenas derivadas a lo largo de los años, incluidas BET Her (anteriormente BET on Jazz, BET Jazz, BETJ y Centric), BET Jams (anteriormente MTV Jams) y BET Soul (anteriormente VH1 Soul).
Un spin-off, del canal BETJ (originalmente llamado BET On Jazz, y más tarde BET Jazz), se emitió desde 1996 hasta el otoño de 2009. Sus programas incluyeron My Two Cents con Keith Boykin, Bryonn Bain, Crystal McCreary Anthony y Staceyann Chin, The Best Shorts presentado por Abiola Abrams, Living the Life of Marley sobre Ky-Mani Marley, My Model is Better Than Your Model con Eva Pigford, y The Turn On con presentación de Charlotte Burley. El 28 de septiembre de 2009, BETJ fue renombrado Centric. Cuenta con música, películas, reality shows, y programas especiales para adultos. Se confirma que muestra repeticiones de Soul Train y el 29 de noviembre, "The Soul Train Awards" hicieron una vuelta.
El canal también opera dos canales de música digital, BET Gospel y BET Hip-Hop, ambos con programaciones que se describen en sus nombres.
Posee también una señal en Francia, BET Francia que inició transmisiones en 2015, y poseía una señal internacional, BET International, que emitía en el Reino Unido, Irlanda, África y Corea del Sur. Inició sus transmisiones en 2008 y cerró en 2021. Este cierre, podría deberse a que hay tratativas de abrir: BET Latín, dedicado al público afrodescendiente que habla en español en Estados Unidos que es numerosa.

## Otros servicios
- BET Films, productora.
- BET Awards, premios.
- BET Interactive, medios digitales.
- BET Home Entertainment, distribuidora (con un acuerdo de distribución con Paramount Home Entertainment)